# Shana Feste
Shana Feste, née le 28 août 1975 à Los Angeles en Californie, est une réalisatrice, une productrice et une scénariste américaine.

## Biographie
Diplômée en écriture créative à l’université du Texas d’Austin, elle poursuit ses études à l’American Film Institute de Los Angeles dont elle sort diplômée en 2003. Elle travaille pour la Creative Artists Agency et réalise en 2009 son premier film Pour l'amour de Bennett (The Greatest) avec Pierce Brosnan, Susan Sarandon et Carey Mulligan sur un scénario dont elle également l’auteur. Elle écrit la même année le scénario de Country Strong qu’elle réalise en 2010, avec Gwyneth Paltrow, Tim McGraw, Leighton Meester et Garrett Hedlund dans les rôles principaux. Son film nommé Un amour sans fin (Endless Love) sort en  2014. Il s’agit d’un remake du film Un amour infini de Franco Zeffirelli.

## Filmographie

### Comme réalisatrice
- 2009 : Pour l'amour de Bennett (The Greatest)
- 2010 : Country Strong
- 2014 : Un amour sans fin (Endless Love)
- 2018 : Boundaries
- 2020 : Run Sweetheart Run

### Comme productrice
- 2004 : Jonah (court-métrage)

### Comme scénariste
- 2004 : Jonah (court-métrage)
- 2009 : Pour l'amour de Bennett (The Greatest)
- 2010 : Country Strong
- 2014 : Un amour sans fin (Endless Love)
- 2014 : You're Not You de George C. Wolfe

### Comme actrice
- 1996 : Waiting for Mo de Zaki Gordon